# Campionati del mondo di duathlon del 1996
I Campionati del mondo di duathlon del 1996 si sono tenuti a Ferrara, Italia, in data 14 e 15 settembre 1996.
Tra gli uomini ha vinto l'australiano Andrew Noble, mentre la gara femminile è andata alla connazionale Jackie Gallagher.

## Risultati

### Élite uomini
| Pos. | Nome                | Paese     | Totale   |
| ---- | ------------------- | --------- | -------- |
|      | Andrew Noble        | Australia | 01:35:08 |
|      | Štepán Chroustovský | Rep. Ceca | 01:35:12 |
|      | Tim Bentley         | Australia | 01:35:14 |

### Élite donne
| Pos. | Nome               | Paese     | Totale   |
| ---- | ------------------ | --------- | -------- |
|      | Jackie Gallagher   | Australia | 01:44:46 |
|      | Lucy Smith         | Canada    | 01:45:35 |
|      | Susanne Nedergaard | Danimarca | 01:45:38 |